# 新潟運輸支局
新潟運輸支局（にいがたうんゆしきょく）は、国土交通省の46都道府県にある運輸支局のひとつ。北陸信越運輸局管内。

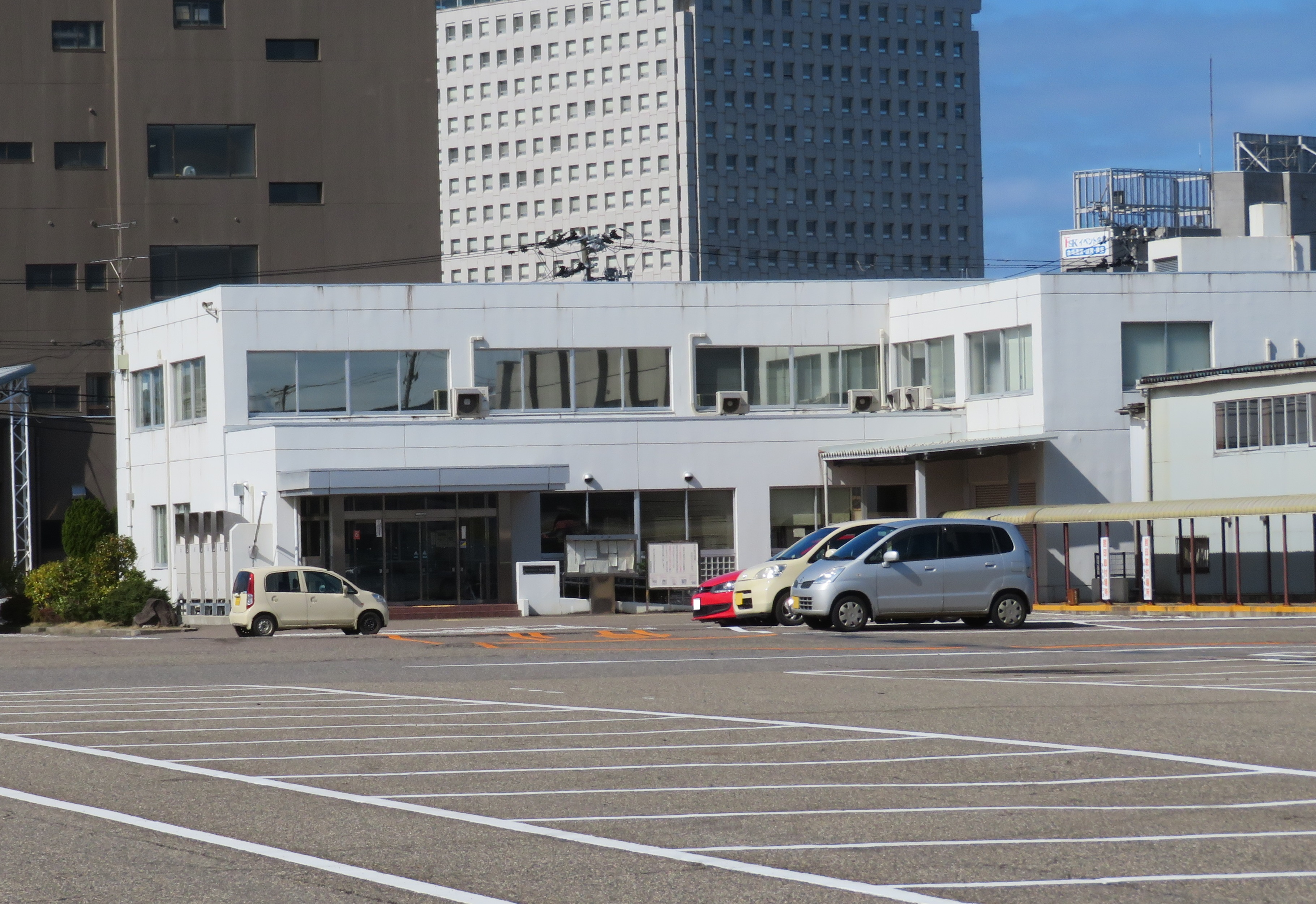
新潟運輸支局

陸運部門関係の出先機関を有する（海事関係はすべて本局が管轄する）。

## 所在地
- 本局：新潟県新潟市中央区東出来島14-26
- 長岡自動車検査登録事務所：新潟県長岡市摂田屋町2643-1

本局で交付されるナンバープレートは「新潟」ナンバー、長岡自動車検査登録事務所で交付されるナンバープレートは「長岡」ナンバー(上越地方は「上越」ナンバー)になる。1978年の「新潟」「長岡」分割までは新潟県全域を対象に「新」ナンバーを交付していた。

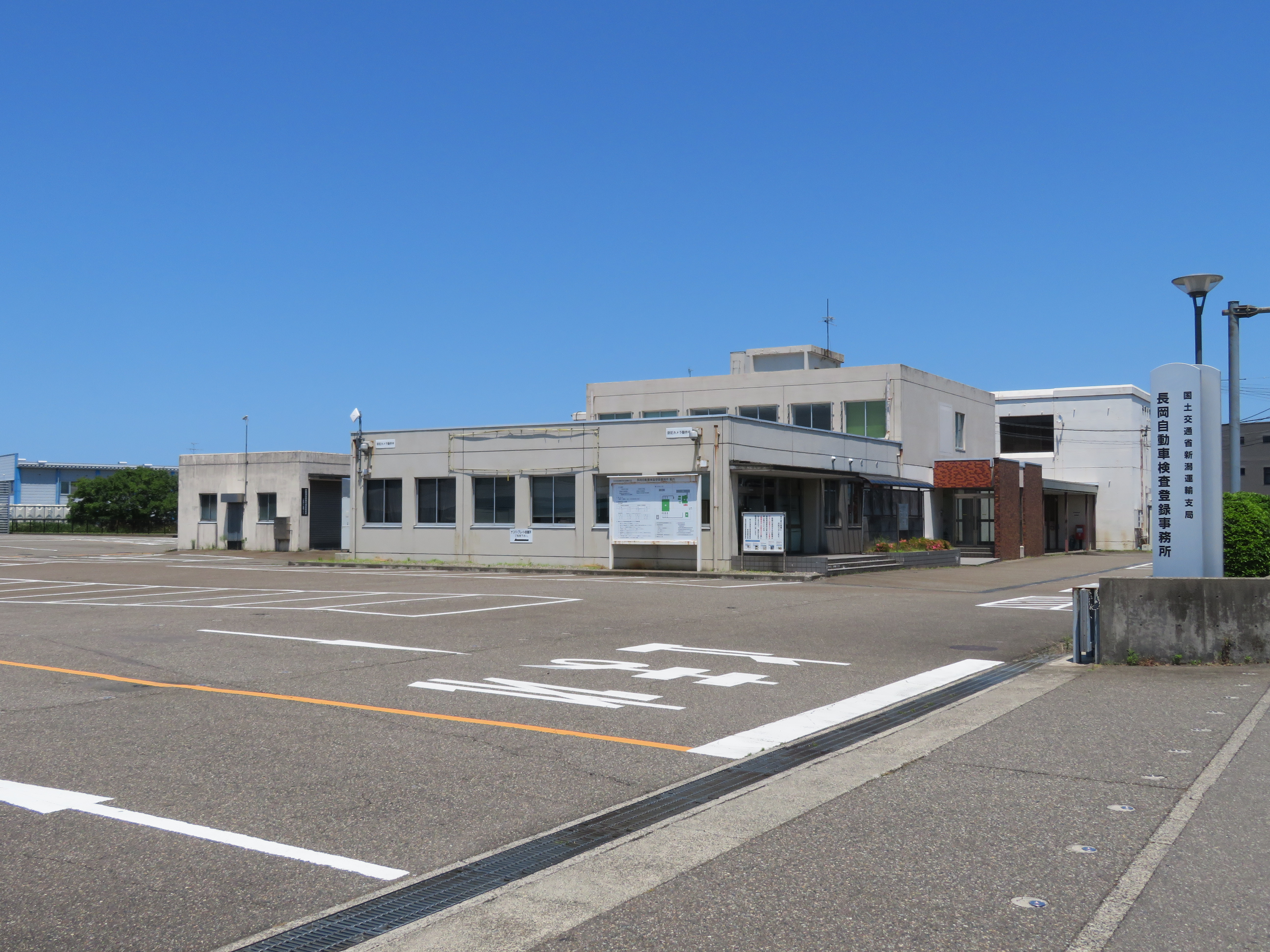
長岡自動車検査登録事務所

## 自動車登録管轄区域
- 新潟ナンバー：新潟市・三条市・新発田市・加茂市・村上市・燕市・五泉市・佐渡市・阿賀野市・胎内市・北蒲原郡・西蒲原郡・南蒲原郡・東蒲原郡・岩船郡
- 長岡ナンバー：長岡市・柏崎市・見附市・魚沼市・小千谷市・十日町市・南魚沼市・南魚沼郡湯沢町・中魚沼郡津南町・刈羽郡刈羽村・三島郡出雲崎町
- 上越ナンバー（2020年5月11日新設）：上越市・妙高市・糸魚川市